# 井上敏夫 (海軍軍人)

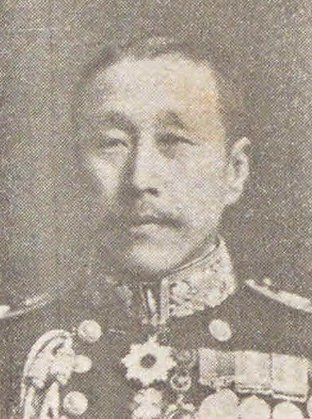
井上敏夫

井上 敏夫（いのうえ としお、1857年9月29日（安政4年8月12日） - 1924年（大正13年）3月9日）は、日本の海軍軍人。最終階級は海軍少将。予備役後は衆議院議員を2期務めた。

## 略歴
安政4年8月12日、加賀藩士の切米3俵の中間井上栄信の次男として現在の金沢市で生まれる。
1872年、海軍兵学寮に入学する。1874年の台湾出兵では高尾丸に、1877年の西南戦争では筑波に学生の身分で乗船した。1878年7月、海兵を卒業する（5期）。1881年、海軍少尉に任ぜられる。
各艦で海上勤務のほか、1886年（明治19年）から1889年（明治22年）には海軍兵学校航海術教官となる。日清戦争直前の数年間、在清国公使館付武官として諜報活動に従事し、開戦とともに帰国。巡洋艦出雲の回航委員長・艦長から、日露戦争前には戦艦富士の艦長として、富士型戦艦としての関門海峡初通航を実現。また、1893年7月には家督を相続している。
日露戦争では、1904年（明治37年）12月-1905年（明治38年）1月に仮装巡洋艦香港丸艦長として、僚艦日本丸と二艦で南洋方面へ牽制行動をとる。日本海海戦時には、津軽海峡で哨戒活動に当たった。6月14日以降は特務艦隊司令官を務めた。この功により功四級金鵄勲章が授けられた。1906年（明治39年）5月28日、予備役に編入。1914年（大正3年）3月1日に後備役となり、1918年8月12日に退役した。
1907年（明治40年）、内務省港湾調査会開催に際して、富士艦長としての体験に基づき、関門港の水路整備について発言。航海術を得意とする兵科将校としての経歴が、現役を退いた後の進路に結びついた。日本海員掖済会理事として海員宿泊所設置のため訪れた三重県で、四日市港整備を期待され、衆議院議員に推された。第10回衆議院議員総選挙と第11回衆議院議員総選挙で四日市市より選出され、1908年（明治41年）から1914年（大正3年）まで在任。当初は戊申倶楽部に属したが、立憲政友会に転じた。
大正13年3月9日卒去。享年66歳。
墓所は青山霊園1-ロ-17-17。

## 栄典
位階
- 1886年（明治19年）11月27日 - 正七位[7]

勲章等
- 1895年（明治28年）
  - 9月27日 - 勲四等旭日小綬章[8]
  - 11月18日 - 明治二十七八年従軍記章[9]
- 1906年（明治39年）4月1日 - 功四級金鵄勲章・勲二等旭日重光章・明治三十七八年従軍記章[10]

## 著書等
- 「南北太平洋風潮実験略記」東京地学協会報告5-4、1883年
- 「土耳其航海紀行」東京地学協会報告13-2、1891年
- 「軍艦富士馬関海峡通過顛末」水交社記事1-4、1902年12月
- 「瀬戸内航路ニ就テ」水交社記事2-1、1903年3月
- 「関門水路整理策（井上海軍少将談）」防長新聞1907年7月6日
- 『海員出身便覧』伊古田天囚(宗蔵)著・井上敏夫閲、牧書房、1908年
- 『海国民之事業』日本海員掖済会理事井上敏夫著、1910年（奥付なし、内容から刊行年を推定）
- 国立国会図書館憲政資料室所蔵「憲政資料室収集文書」1402「井上敏夫履歴（複写）」が残る。

## 関連事項
香港丸南航（1904年12月～1905年1月）
- 梶川良吉 海兵7期 海軍大佐 -- 僚艦日本丸艦長
- 布目満造 海兵15期 海軍少佐 -- 香港丸航海長
- 荒城二郎 海兵29期 海軍中尉 -- 香港丸乗組
- 新田義雄 海機11期 海軍少機関士 -- 香港丸乗組
- 佐藤鉄太郎 海兵14期 海軍中佐 ---第二艦隊参謀 （伊集院五郎軍令部次長の注意に基づき上村彦之丞第二艦隊司令長官が「後来ノ作戦ニ資スルカ為メ」佐藤を香港丸に便乗させた）[12]
- 田中都吉 シンガポール領事 （軍令部次長よりの電報を井上艦長に伝達)